# پیتر وارد (بازیکن فوتبال، زاده ۱۹۵۵)
پیتر وارد (به انگلیسی: Peter Ward) بازیکن فوتبال زادهٔ ۲۷ ژوئیه ۱۹۵۵ اهل انگلستان بود که سابقهٔ بازی در تیم ملی فوتبال انگلستان را در کارنامهٔ خود دارد. وی در تاریخ ۳۱ مه ۱۹۸۰ تنها بازی ملی خود را در مقابل تیم ملی فوتبال استرالیا انجام داد.